# Просвирнов, Михаил Алексеевич
Михаил Алексеевич Просвирнов (17 февраля 1918, дер. Тришкино, Васильсурский уезд, Нижегородская губерния — 7 февраля 1981, Горький) — советский военнослужащий, Герой Советского Союза, лётчик штурмовой авиации, командир эскадрильи, гвардии майор.

## Биография
Родился в семье крестьянина. Отец — Просвирнов Алексей Фёдорович (1868—1918), мать — Просвирнова (Родионова) Ирина Александровна (1872—1958), дочь волостного писаря. Русский. Окончил 7 классов средней школы и школу фабрично-заводского ученичества. Работал на заводе в городе Дзержинск.
С 1938 года — в Красной Армии; в 1939 окончил Энгельсское военно-авиационное училище.
Участник боёв на реке Халхин-Гол в 1939 году, был награждён медалью «За отвагу».
В середине 1942 года за четыре месяца переучился на лётчика-штурмовика. С декабря 1942 — на фронтах Великой Отечественной войны. В 1944 вступил в ВКП(б).
К маю 1945 командир эскадрильи 175-го гвардейского штурмового авиационного полка (11-я гвардейская штурмовая авиационная дивизия, 16-я воздушная армия, 1-й Белорусский фронт) гвардии капитан Просвирнов совершил 158 боевых вылетов, нанёс противнику большой урон в живой силе и технике. Войну закончил штурмовкой берлинского аэродрома Темпельхоф. За время войны ни разу не был сбит, сам на штурмовике сбил 1 истребитель противника.
Звание Героя Советского Союза присвоено 15 мая 1946 года.
В 1948 окончил Высшие лётно-тактические курсы усовершенствования офицерского состава (КУОС). В 1958 уволен в запас в звании майора.
Жил в городе Горький, работал старшим техником в Верхне-Волжском бассейновом управлении. Похоронен на Бугровском кладбище Нижнего Новгорода (14 уч.).

## Семья
Жена — Просвирнова (Щербакова) Аида Ивановна (1925—2004), княжна по происхождению.

## Награды
- Медаль «Золотая Звезда» Героя Советского Союза; (15.05.1946)[3]
- Орден Ленина (15.05.1946)[3]
- Орден Красного Знамени (24.08.1943)[3]
- Орден Красного Знамени (04.07.1944)[3]
- Орден Красного Знамени (06.02.1945)[3]
- Орден Александра Невского (30.04.1945)[3]
- Орден Отечественной войны 1 степени (08.12.1943)[3]
- Орден Красной Звезды (10.07.1943)[3]
- Орден Красной Звезды (30.04.1954)[3]
- Медаль За отвагу (17.11.1939)[3]
- Медаль За боевые заслуги (20.06.1949)[3]
- Медаль За освобождение Варшавы (09.06.1945)[3]
- Медаль За взятие Берлина (09.06.1945)[3]
- Медаль За победу над Германией в Великой Отечественной войне 1941—1945 гг. (09.05.1945)[3]